# Der Pfingstausflug
Der Pfingstausflug ist ein deutscher Spielfilm aus dem Jahre 1978.

## Handlung
Margarete und Heinrich Johannsen sind ein altes Ehepaar, das in Berlin in einem Altenheim lebt. Sie leiden unter dem körperlichen Verfall des Älterwerdens und der allmählichen Vergesslichkeit, freuen sich ihres langjährigen Zusammenseins. An einem langen Pfingstwochenende möchten sie ihren Neffen in der Stadt besuchen. Die Heimleiterin verweigert ihnen die Erlaubnis, allein in die Stadt zu fahren. Heimlich schleichen sie sich aus dem Heim und machen sich auf den Weg. Sie sind fest davon überzeugt, dass der Neffe sie zum Pfingstessen eingeladen hat. Ein solches Pfingstessen war früher in ihrer Familie Tradition.
So beginnt eine Odyssee durch West-Berlin. Im Laufe des Ausflugs können sie sich weder an einen Weg zu ihrem Neffen noch an den Grund ihres Aufbruchs erinnern. Sie verbringen zwar einen freundlichen, sonnigen Tag in der Stadt, der sie an alte Tage erinnert, manchmal aber auch verzweifeln lässt. Sie treffen zahlreiche Menschen, geraten in Konflikte und haben erfreuliche, aber auch weniger erfreuliche Erlebnisse. Sie lassen sich schließlich erschöpft in einer leeren Kirche nieder und träumen in der Kirchenbank gemeinsam, dass sie hier ihr Ziel erreicht haben und die Anverwandten sie oben auf der Kirchenempore erwarten, mit denen sie gemeinsam ein fröhliches Pfingstfest feiern, so wie es früher war.
Am Ende greift die zwischenzeitlich von der Heimleitung alarmierte Polizei die beiden in der Kirche auf und bringt sie ins Altersheim zurück.

## Kritiken
„Ein in Berlin im Altenheim lebendes Ehepaar schlägt der autoritären Hausleitung ein Schnippchen und unternimmt zu Pfingsten auf eigene Faust einen Ausflug, der es mit vertrauten Menschen der Vergangenheit zusammenführen soll. Ein reizvoller Einfall, nur zu einer dünnen Geschichte verarbeitet, aber in den Hauptrollen brillant gespielt.“

## Auszeichnungen
Regisseur Michael Günther und Hauptdarstellerin Elisabeth Bergner wurden 1979 mit dem Ernst-Lubitsch-Preis ausgezeichnet.